# Île Louviers

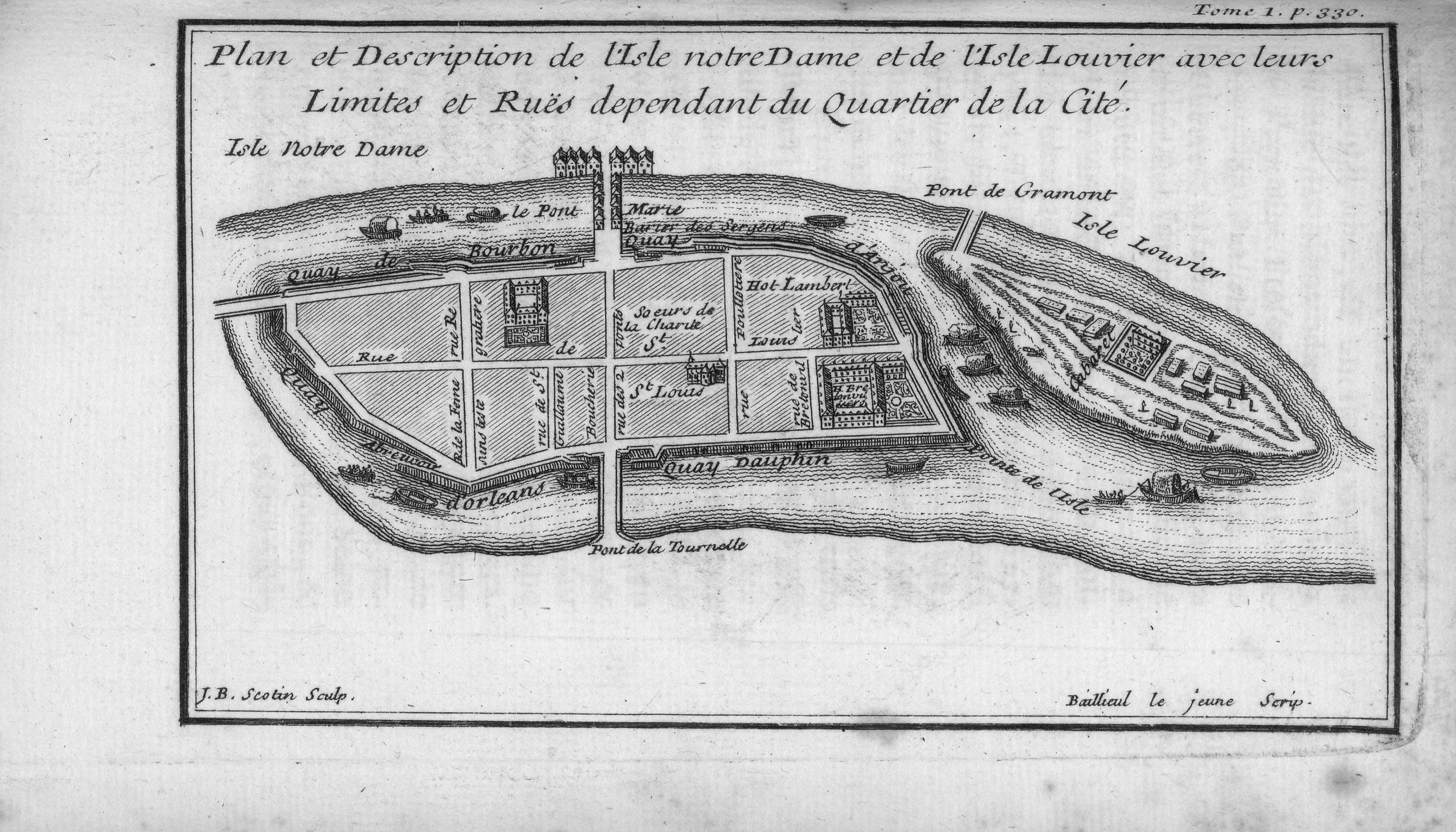
Im Plan rechts die Île Louviers, 1742

Die Île Louviers (auch Île aux Javiaux) war eine der vier mittelalterlichen Seine-Inseln von Paris. Während die Île de la Cité von alters her besiedelt war und die Île aux Vaches mit der Île Notre Dame ab 1614 zur Île Saint-Louis verbunden wurden, blieb die flussaufwärts gelegene Île Louviers bis ins 19. Jahrhundert unbesiedelt.
1408 gehörte die Insel Nicolas de Louviers, Zunftmeister der Händler. Ursprünglich als Weide genutzt, wurde sie von der Stadt 1700 gekauft und den Holzhändlern verpachtet. 1847 wurde der Grammont-Graben zugeschüttet, der die Insel von der Rive Droite trennte, dort verläuft heute der Boulevard Morland. Die Befestigung der nun einzigen Flussseite trägt heute den Namen Quai Henri IV. In den Tagen des Juniaufstands 1848 wurden hier provisorische Lager für die Armee von Paris aufgeschlagen.